# Mallecolobus maullin
Mallecolobus maullin är en spindelart som beskrevs av Forster och Norman I. Platnick 1985. Mallecolobus maullin ingår i släktet Mallecolobus och familjen Orsolobidae. Inga underarter finns listade i Catalogue of Life.